# Костиња
Франсиско Жозе Родригес да Коста (порт. Francisco José Rodrigues da Costa; Лисабон, 1. децембар 1974), познат и као Костиња, бивши је португалски фудбалер и репрезентативац. Најважнији део његове каријере провео је играјући за Порто. Играо је и за Монако, московски Динамо, Атлетико Мадрид и Аталанту.
Најзначајнији резултат са Португалом је остварио на Европском првенству 2004. године када су као домаћини стигли до финала, где је Португал неочекивано изгубио од Грчке.

## Највећи успеси (као играч)
Монако
- Прва лига Француске (1) : 1999/00.
- Суперкуп Француске (2) : 1997, 2000.

Порто
- Прва лига Португалије (2) : 2002/03, 2003/04.
- Куп Португалије (1) : 2002/03.
- Суперкуп Португалије (2) : 2003, 2004.
- УЕФА Лига шампиона (1) : 2003/04.
- Куп УЕФА (1) : 2002/03.
- Интерконтинентални куп (1) : 2004.

Португалија
- Европско првенство : финале 2004.

## Највећи успеси (као тренер)
Насионал
- Друга лига Португалије (1) : 2017/18.

## Голови за репрезентацију
| #  | Датум              | Место     | Противник | Гол | Резултат | Такмичење                |
| -- | ------------------ | --------- | --------- | --- | -------- | ------------------------ |
| 1. | 17. јун 2000.      | Арнем     | Румунија  | 1-0 | 1-0      | Европско првенство 2000. |
| 2. | 7. септембар 2002. | Бирмингем | Енглеска  | 1-1 | 1-1      | Пријатељска              |